# David Cubillán
David Cubillán, né le 27 juillet 1987, à Maracaibo, au Venezuela, est un joueur de basket-ball vénézuélien. Il évolue au poste de meneur.

## Palmarès
- Champion des Amériques 2015
- Finaliste du championnat d'Amérique du Sud 2012
- Champion d'Amérique du Sud 2014, 2016